# Dräll

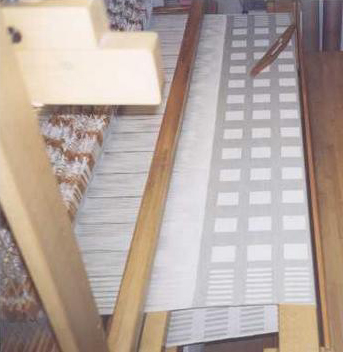
Dräll av Hans Jörgen Gregersen. Drällen är vävd med varp i oblekt bomullsgarn 20/2 och inslag lingarn 16/1. Sked: 100/10 med 2 trådar i rör och ca 18—19 inslag/cm.

Dräll är en vävteknik, som ger ett karakteristiskt rutmönster utan något särskilt mönsterinslag, i stället är det varpen och inslaget som bildar de olika fälten. Dräll vävs med atlas- eller kypertbindning. Som allmogeväv vävs dräll vanligen i fyrskaft, men ibland infogas extra skaft och ända upp till sexton skaft har kunnat vävas på vanliga handvävstolar.

## Etymologi
Namnet är kommer från latinets tri = tre och licium, tråd. Via tyskan där vävtekniken kallas drell, drill och drillich har ordet kommit till Sverige.

## Historik
Dräll omtalas i den kungliga fataburen under 1500-talet och vävdes då av yrkesvävare. Efterhand började dock drällen tas upp av allmogen. I Östergötland finns en rik tradition av vadderade täcken vävda i dräll med varp i bomull eller lin och inslag i ull, vanligen i starka färger. Även i västra Skåne har vadderade täcken med inslag i ull vävts i dräll. Särskilt i Skåne har dukar i linne och halvlinne vävts i dräll med åtta till tio skaft. Många av drällmönstren har fantasifulla namn som Rosenborgs slott, Fransyska rosen, Natt och Dag och Lilla Wandringsman men även namn som Klöver i zig-zag, Kattfot och Avig och rät kattfot.
Mönsterböcker över drällvävar finns redan från 1700-talet. Det trycktes även drällmönster som Hedda Ulrica Öhmans Uträkning i Linne Wäfnader (1809), A M Barcks Mönsterbok till Wäfnad på flera sätt (1810), och H. M. Nordergrens Wäfmönster af åtskillige sorter (1783) samt J. Ekenmark med systrars Afhandling om drällers och dubbla golfmattors tillverkning med begagnade af harnesk-utrustning (1828).

### Vävteknisk utveckling
Den förenklade vävtekniken på handvävstolarna med fyra skaft gjorde att många mönster gjordes om när drällen introducerades här. Det ledde till vävtekniker där mönstret ligger i ett löst mönsterinlag som går över och under bottenväven i tuskaft. Denna teknik finns i flera varianter som hålkrus, daldräll, västerbottendräll, fattigmansdräll, sjusprångsdräll och plattväv.

## Dräll i duk
Dräll är vanligt i stora dukar, vilket i sig är lite förvånande med tanke på att det som regel handlar om väldigt omfattande uppsättningar att göra eftersom både varp och inslag är många per centimeter. 